# Софія Люксембурзька
Софія Люксембурзька (люксемб. Sophie vu Lëtzebuerg), повне ім'я Софія Кароліна Марія Вільгельміна Нассау-Вайльбург, принцеса Люксембурзька (люксемб. D'Sophie Caroline Marie Wilhelmine vun Nassau-Weilburg, Prinzessin vu Lëtzebuerg), ( 14 лютого 1902 —  24 травня 1941) — люксембурзька принцеса з династії Нассау-Вайльбург, донька великого герцога Люксембургу Вільгельма IV та Марії Анни Португальської, дружина саксонського принца Ернста Генріха.
Її онук Рюдігер нині претендує на титул титулярного короля Саксонії.

## Біографія
Софія народилась 14 лютого 1902 року у замку Берг в Люксембурзі. Вона стала шостою дитиною та шостою донькою в родині кронпринца Люксембургу Вільгельма та його дружини Марії Анни Португальської. Дівчинка мала старших сестер Марію-Аделаїду, Шарлотту, Хільду, Антуанетту та Єлизавету.

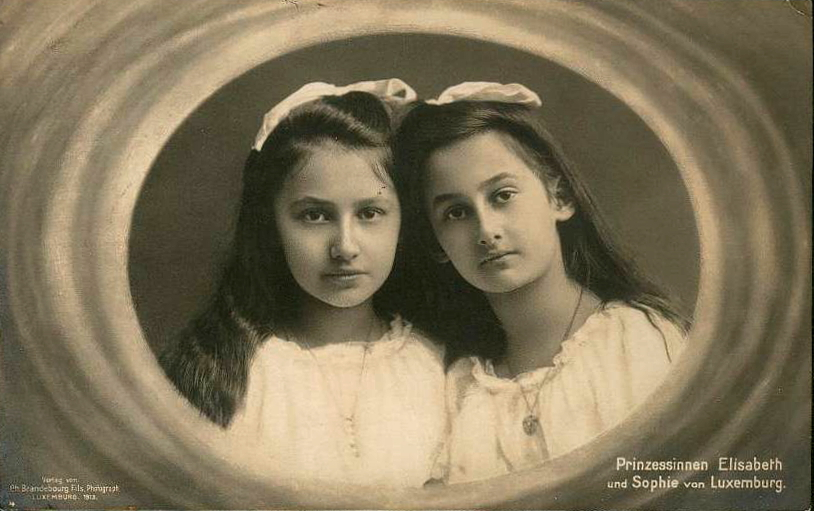
Софія (справа) із сестрою Єлизаветою, 1913

Країною в цей час правив її дід Адольф I. Після його смерті у 1905 році батько Софії успадкував люксембурзький трон. Не маючи синів, він умовив парламент країни змінити закон про право престолонаслідування. Його не стало у лютому 1912 року, після чого великою герцогинею стала старша сестра Софії — Марія-Аделаїда. У 1919 році вона зреклася престолу на користь іншої сестри — Шарлотти.
У квітні 1921 року в замку Гогенберг відбулися два весілля люксембурзьких принцес із німецькими принцами: 7 квітня Антуанетта вийшла заміж за кронпринца Баварії Рупрехта, а за п'ять днів Софія пошлюбилася із принцом Саксонії Ернстом Генріхом. На момент вінчання Софії виповнилося 19 років, наречений був на п'ять років старшим від неї. Ернст Генріх був ветераном Першої світової війни, товаришував з Рупрехтом та був молодшим сином останнього короля Саксонії Фрідріха Августа III. Шлюб виявився щасливим. Пара мала трьох синів. Чоловік Софії виконував функцію адміністративного керівництва асоціацією Дома Веттінів, також був пристрасним поціновувачем мистецтва. Разом вони здійснили кілька поїздок до Єгипту. Часто навідували велику герцогиню Шарлотту в Люксембурзі, де збиралася уся сім'я.
Родинне життя тривало у теплій та дружній обстановці аж до передчасної смерті Софії навесні 1941 року від пневмонії. Принцесу поховали у новій крипті Гофкірхе у Дрездені.
За шість років Ернст Генріх узяв морганатичний шлюб з акторкою Вірджинією Дюлон.

## Родина
Чоловік — Ернст Генріх Саксонський
Діти:
- Дедо (1922—2009) — одруженим не був, дітей не мав;
- Тімо (1923—1982) — був тричі одруженим, мав трьох дітей;
- Геро (1925—2003) — одруженим не був, дітей не мав.

## Титули
- 14 лютого 1902 —12 квітня 1921 — Її Великогерцогська Високість Принцеса Софія Люксембурзька;
- 12 квітня 1921 —24 травня 1941 — Її Королівська Високість Принцеса Софія Саксонська.